# Jaquan Johnson
* solo in precampionato e/o in squadra di allenamento
Jaquan Johnson (Miami, 13 novembre 1995) è un giocatore di football americano statunitense che milita nel ruolo di cornerback nella National Football League (NFL) e che dal 2023 è free agent.

## Carriera professionistica

### Buffalo Bills
Johnson fu scelto nel corso del sesto giro (181º assoluto) del Draft NFL 2019 dai Buffalo Bills. Debuttò come professionista nella gara del quarto turno contro i New England Patriots senza fare registrare alcuna statistica. La sua stagione da rookie si chiuse con 8 tackle in 13 presenze, nessuna delle quali come titolare.

### Las Vegas Raiders
Il 21 marzo 2023 Johnson firmò con i Las Vegas Raiders. Al termine della fase di preparazione alla nuova stagione, Johnson non riuscì a rientrare nel roster attivo dei Raiders e il 29 agosto 2023 fu svincolato.

## Vita privata
Johnson è il cugino del running back della NFL Lamar Miller.